# Монастырь Витовница
Монастырь Витовница (серб. Манастир Витовница) — монастырь Сербской Православной Церкви, возведённый в честь праздника Успения Пресвятой Богородицы. Расположен в восточной части Сербии (Браничевская епархия), на правом берегу реки Витовницы, примерно в десяти километрах к востоку от городка Петровац-на-Млави.

## Основание монастыря
Монастырь основал сербский король Стефан Милутин Неманич в 1291 году после победы над болгарскими мятежниками Дрманом и Куделином, которые укрепились в местечке Ждрело, неподалёку от нынешнего монастыря Горняк.
Дрман и Куделин превратили Браничевскую область в своего рода разбойничье логово, из которого они совершали набеги на соседние области.
В честь победы над мятежниками св. Милутин выстроил свою задушбину – монастырь Витовницу.
В выпуске журнала «Старинар» Сербского археологического общества за 1888 год Михаило Ризнич пишет: «Король Милутин мог построить этот монастырь после боя с татарами в 1291 году. Тогда восстали против северного сербского короля, Милутинова брата Драгутина, двое мятежников в Ждрело в Браничевской области, Дрман и Куделин. Милутин собрал сильное войско и наголову разбил татар, так что воды Млавы окрасились кровью».
Во времена деятельности первого архиепископа Сербской православной церкви Святого Саввы, последний пригласил армянских строителей построить сербский православный монастырь, после того как он побывал в Армении и увидел красоту армянской архитектуры. Армяне должны были построить монастырь Витовница, в котором сохранился двуязычный сакральный текст на сербском и армянском языках.

## Монастырь в XVI веке
Начиная с XVI века, монастырь достаточно часто упоминается как в сербских, так и в турецких источниках.
Согласно турецкой переписи от 1527 года, в монастыре жили двое монахов.
Турецкая перепись от 1537 года гласит, что в монастыре жили двое монахов и притом монастырь платил большой налог, по чему можно предположить, что его материальное положение было неплохим. Согласно турецкой переписи от 1578 года, в монастыре живут шестеро монахов.
Сохранилось известное Витовницкое Евангелие, датированное XVI веком.

## Витовницкое Евангелие
Витовницкое Евангелие – это рукописное Евангелие, написанное в монастыре Витовница в первой половине XVI века. Точно известно, что в 1557 году Евангелие было оправлено серебром с позолотой – работа известного мастера-златокузнеца того времени Вука Кондо, который оставил в верхней части оправы свою подпись.
Евангелие написано чёрными чернилами, особо важные места выделены золотой краской. Орнаменты и начальные буквы глав разрисованы золотой, синей, красной и зелёной красками, золотой краской проставлены и точки между предложениями. Переднюю крышку переплёта украшают изображения двунадесятых праздников, а заднюю крышку – изображение Успения Пресвятой Богородицы.
Спасаясь от турок в 1690 году, витовницкие монахи нашли приют в монастыре Бешеново (тогда это была территория Австро-Венгрии) и принесли туда Евангелие с собой.
Сегодня Витовницкое Евангелие хранится в Музее Сербской Православной Церкви в Белграде под инвентарным номером 355.

## Монастырь в XVII веке
Представление о жизни монастыря в XVII мы можем получить из записей в книгах Витовницы.
Некоторые из них, хранившиеся в Национальной библиотеке, погибли в огне во время Второй мировой войны. Одна из книг, написанная ранее 1620 года, находится в Киевской библиотеке. На ней написано: «сия книга была передана в дар монастырю Витовница иеромонаха Никифором».
После войны между Австро-Венгрией и Турцией Витовница, вероятнее всего, остаётся в запустении. Монахи уходят за Дунай, большинство их переселяется в монастырь Бешеново на Фрушскую Гору.
Из этого периода сохранилась так называемая Витовницкая чаша.

## Витовницкая чаша
Витовницкая чаша – это сосуд для раздавания прихожанам антидора, работа мастера Луки Куюнджича из Кюстендила, 1652 год.
Все лики и нимбы на чаше для антидора позолочены.
Сейчас она хранится в Музее Сербской Православной Церкви в Белграде.

## Монастырь в XVIII веке
В 1753 году была проведена перепись имущества монастыря Бешеново, и далее учёт предметов, принадлежащих монастырь Ветошница, вёлся отдельно, но в Витовницу братия не вернулась. Витовницкое имущество осталось в монастыре Бешеново до Второй мировой войны, когда он был разграблен и сожжён хорватами.
После Переселения сербов 1690 года большинство братии Витовницы отправляется в Бешеново, а меньшая часть присоединяется к монахам Раваницы в городе Сентандрея (на территории современной Венгрии). Несколько лет спустя, когда обстановка стала спокойнее, несколько монахов вернулось в Витовницу.
Посланник митрополита Карловацкого в 1733 году посетил Витовницу, в то время там жили два монаха.
Когда в 1739 году Австрия снова потерпела поражение в войне, монастырь опять пустеет, Витовницкие монахи снова уходят в Бешеново. Для монастыря наступают тяжёлые дни. Вплоть до Первого сербского восстания в исторических источниках не было упоминаний о Витовнице.

## Монастырь в XIX веке – время обновления с процветания
Во время Первого сербского восстания монастырь был полностью разрушен и сожжён турками в отместку за участие в восстании местного населения.
После Второго сербского восстания начинается обновление монастыря Витовница.
В середине XIX века благодаря трудам витовницких монахов Стефана Михайловича, Симеона Николича и в особенности Стефана Бойовича обитель переживает период расцвета.
Игумен Стефан Бойович до сих пор остаётся в памяти народа как символ обновления Витовницы в XIX веке.
Предположительно к 1856 году был заново отстроен весь монастырский комплекс. Улучшение материального положения монастыря позволило построить в 1861 году за его счёт начальную школу в селе Витовница.

## Игумен Мефодий
Игуменом монастыря Витовница в период с 1896 до 1902 годов был архимандрит Мефодий (Живота) Милованович.
Игумен Мефодий продолжил обустраивать монастырь. Он был весьма трудолюбив, имел предпринимательские способности и много сделал для Витовницы и монастырского хозяйства.
Будучи игуменом, он в 1897 году основал Общество пчеловодов Сербии и газету «Пчелар», которая выходит и сегодня. Печатаясь в газете «Пчелар», проявил себя как выдающийся теоретик и полемист. Развитие пчеловодства в восточной части Сербии — во многом его заслуга.
Перед тем, как его назначили игуменом Витовницы, он был священником, служил в Шетоне, Раброво и Валево. Овдовев, в 1895 году он принимает монашество и встаёт во главе монастыря Витовница.
Начиная с 1902 года, игумен Мефодий редактировал газету «Беседник». Также он написал три книги о Святой горе Афон и Хиландаре.
Наряду с многолетним служением Богу и народу, он также дал своему отечеству отличного воина. Его сын Милан Милованович был генералом сербской армии и главой Генштаба.

## Первая половина XX века – Витовницкая катастрофа
Процветание монастыря длились недолго. Во время Первой мировой войны – в 1915-1918 годах – окрестности Витовница и города Петровац на Млави были частью болгарской оккупационной зоны. Болгары отвели в лагерь витовницкого игумена Исаию Богдановича и там его убили. После этого болгарские солдаты вывезли из монастыря ценные богослужебные предметы и угнали скот. Возле северной стены Витовницы находилась рака с мощами неизвестного святого Синаита; оккупанты ограбили и ее.
Монастырь так и не оправился от этого удара, нанесенного в Первую мировую войну, а на подходе уже были новые бедствия – Вторая мировая война и коммунистический режим.
В отместку за нападение на немецкий патруль вблизи монастыря Витовница  фашистские оккупационные власти сожгли все монастырские строения, кроме церкви. Все братские корпуса, хозяйственные постройки и всё, что с большим трудом отстраивали на протяжении XIX века, было сожжено немцами в 1943 году. Братия спаслась, укрывшись в окрестных лесах. Но немцы схватили витовницкого иеродиакона Аввакума Момчиловича и конвоировали его в лагерь на Банице (Белград), где и убили.
Когда в 1945 году к власти пришли местные сельские коммунисты, они убили оставшуюся братию и отобрали у монастыря все имущество. Жители села Витовница, коммунисты, убили игумена Витовницы Мардария (Здравковича) и иеромонаха Савву (Маркович), которому было всего 33 года.
Таким образом, во Вторую мировую войну монастырь Витовница лишился и братии, и всех построек.

## Вторая половина XX века – тяжелый и упорный труд по восстановлению монастыря
В 1946 году в опустошённый и сожжённый монастырь решением тогдашних церковных властей отправляют иеромонаха Хризостома. Он был возведён в сан игумена. В тяжелейших условиях, без крыши над головой, иеромонах Хризостом начинает обновление монастыря. Именно ему принадлежит заслуга в том, что монашество в Витовнице в эти бедственные времена вообще сохранилось.
В 1955 году из Косова в свою родную Браничевскую епархию возвращается Святой Фаддей Витовницкий. Его назначают игуменом монастыря Горняк неподалёку от Витовницы. Святой Фаддей, кроме восстановления Горняка, участвует и в восстановлении Витовницы, а позднее становится её игуменом.
Благодаря игуменам Витовницы послевоенного периода: Хризостому, Феодору, Фаддею и Лазарю монастырь был восстановлен вопреки огромным лишениям, которые он претерпел за первую половину XX века.

## Святой Фаддей Витовницкий
Святой Фаддей Витовницкий родился в день святого апостола Фомы 6 октября 1914 года в селе Витовница, что в восточной Сербии, которое расположено всего за километр от  самого монастыря Витовница.
В 1932 году он уходит в монастырь Мильково и становится послушником. Настоятель монастыря – русский схиархимандрит Амвросий (Курганов) произвёл большое впечатление на Святого Фаддея, - тогдашнего послушника Томислава.
Год спустя, в 1933 году, игумен Амвросий упокоился молодым, за год до своего 39-летия, и братия перешла в другие монастыри. Часть монахов переселилась в монастырь Горняк, где также был русский игумен, с ними был и послушник Томислав, будущий святой Фаддей Витовницкий.
В 1935 году, в Горняке, Фаддей Витовницкий был пострижен в монахи и в 1937 году рукоположен в священники.
Беседуя с русскими монахами в Мильково и Горняке, он хорошо изучил русский язык. Святой Фаддей Витовницкий хорошо говорил, читал и писал по-русски. В то время существовало мало произведений отцов церкви, переведённых на сербский язык, и Святой Фаддей переводил с русского языка на сербский избранные труды для своей братии. Святой Фаддей питал очень большую любовь к русскому народу.
Чтобы Фаддей завершил монашеское обучение, монастырь Горняк послал его в монастырь Раковица.
В 1939 году монастырь Печская Патриархия, что в Косове, попросил Патриарха Димитрия  прислать в помощники одного иеромонаха. И Патриарх выбрал иеромонаха Фаддея, как самого младшего ученика духовной семинарии монастыря Раковица.
С 1939 до 1955 года, с перерывами, иеромонах Фаддей пребывает в Косове. Во время Второй мировой войны он находился в Витовнице.
С 1947 года иеромонах Фаддей становится настоятелем монастыря Печская Патриархия.
Власти помешали ему находиться в Косове, и в 1955 году он возвращается  в родную Браничевскую епархию, к епископу Хризостому, который ставит его настоятелем монастыря Горняк. Тогда же Святой Фаддей берёт на себя  духовное окормление  и  монастыря Витовница.
В 1962 году он становится игуменом монастыря Витовницы. В Браничеву монахов и священников не хватало, и Святой Фаддей служил и в других монастырях и приходах Браничевской епархии.
Упокоился он в 2003 году. Верующими признан современным святителем, а место его захоронения - в монастыре Витовницы стало  местом паломничества.

## Галерея
- Могила витовницкого игумена Стефана Бойовича.
- Игумен Витовницы архимандрит Мефодий на первой странице газеты «Пчелар»
- Витовницкий иеромонах Савва Маркович. Ему было 33 года, когда его убили коммунисты из села Витовница.
- Святой Фаддей Витовницкий
- Святой Фаддей Витовницкий
- Святой Фаддей Витовницкий
- Витовницкая чаша для антидора, XVII век, фрагмент
- Витовницкая чаша для антидора, XVII век
- Двуязычная (армяно-сербская) надпись монастыря Витовница (1218 год).